# Еспресо мартіні
Еспресо мартіні (англ. Espresso Martini) — коктейль на основі горілки, кавового лікеру, кави еспресо та цукрового сиропу. Класифікується як дигестив (десертний). Належить до офіційних напоїв Міжнародної асоціації барменів (IBA), категорія «Напої нової ери» (англ. New Era Drinks).

## Спосіб приготування
Склад коктейлю «Espresso Martini»:
- горілка — 50 мл (5 cl),
- кавовий лікер — 10 мл (1 cl),
- кава еспресо охолоджена — 1 порція (30 мл або 3 cl),
- цукровий сироп — за смаком та бажанням гостя.